# Lubiprostone
Le lubiprostone est une molécule utilisée en tant que laxatif.

## Mécanisme d'action
Il s'agit d'un dérivé de la prostaglandine E. Il agit sur les canaux ioniques chlorique au niveau de la muqueuse intestinale, en augmentant la sécrétion d'eau et d'électrolytes. 

## Efficacité
Il est efficace dans la constipation chronique, en particulier lors d'un syndrome de l'intestin irritable. Il est également actif dans les constipations secondaires à l'emploi de morphiniques,.